# Namir Nur Eldin
Namir Nur-Eldin (ur. 1985 ? – zm. 12 lipca 2007) – iracki fotoreporter, pracownik Agencji Informacyjnej Reuters. Autor wstrząsających zdjęć z konfliktu w Iraku przedstawiających między innymi wybuch samochodu pułapki. Zginął wraz ze swoim kierowcą Saidem Szmagiem podczas operacji marines w bagdadzkiej dzielnicy szyitów, Amin. Według informacji podawanych przez miejscowe źródła, Eldin i Szmag zginęli w wyniku wybuchu rakiety wystrzelonej ze śmigłowca sił amerykańskich.